# Щитівка тутова
Тутова щитівка (Pseudaulacaspis pentagona) — вид комах родини Diaspididae ряду клопів (Hemiptera), небезпечний шкідник.
Оселяється на молодій корі, листках і плодах багатьох видів плодових і декоративних рослин, за винятком хвойних. Своєрідність виду полягає в наявності географічних рас, котрі надають перевагу різним кормовим рослинам.

## Поширення
Шкідник поширений практично на всіх континентах: Європа, Азія, Африка, Південна, Північна, Центральна Америка. В Європі від шкідника найбільше потерпають деревні та кущові рослини Болгарії, Греції, Німеччини, Польщі, Португалії, Франції, колишньої Югославії. В Європі і США відома, насамперед, як шкідник шовковиці.
На територію колишнього СРСР тутова (біла сливова) щитівка потрапила із Японії в кінці 20-х — початку 30-х років XX ст. Перший спалах було зафіксовано в 1933 р. у Сухумі на японській вишні Вважалося, що в 1934 р. спалах було знищено, але через 5 років цього шкідника виявили на плодових (аличі) у районі Батумі. У 1959 р. знову відзначено її появу в Абхазії. Також вогнища спостерігались в Аджарії.
Тутова щитівка дуже пошкоджує персик, сливу й інші кісточкові плодові в Аргентині, Уругваї; шовковицю — в Італії, Франції і країнах колишньої Югославії; чайні плантації — в Японії. У Туреччині вона належить до найнебезпечніших шкідників плодових культур. На Чорноморському узбережжі Кавказу (у районі Сухумі і Батумі) пошкоджує бузок, шовковицю.
Завдає великої шкоди яблуні, груші, абрикосу, смородині, винограду, черешні, вишні, шовковиці. Пошкоджує багато лісових і декоративних культур із 70 родин: ясен, платан, вербу, софору, кінський каштан, тополю, горіх волоський, клен, катальпу, березу, бузок, білу акацію, шипшину, айву японську, кизил та ін.

## Шкодочинність
Пошкодження наносяться рослинам у процесі живлення личинками і самками щитівок. Вони за допомогою довгого колючого хобота висмоктують клітинний сік, що спричинює відмирання судин флоеми і порушує низхідний сокорух, а це, в свою чергу, веде до патологічних змін в тканинах і призводить до послаблення рослин, появи некрозів. Гілки заселених рослин завчасно втрачають пластичність; у них порушується природний процес утворення тканин. Унаслідок росту нових тканин збільшується внутрішній тиск, що призводить спочатку до поздовжнього, а потім — до поперечного розтріскування мертвої кори. Поява багатьох тріщин підсилює транспірацію і відкриває шлях для проникнення патогенних мікроорганізмів. Пошкоджені плоди не розвиваються до звичайних розмірів і вкриваються плямами. При цьому знижується товарна цінність і врожай.
Самки і личинки заселяють пагони, гілки і стовбури дерев. За високої щільності популяції стовбури і гілки, особливо товсті, у верхній частині покриваються суцільним шаром щитків самок, а в нижній частині — самців. На молодих пагонах заселяються тільки самці, самки віддають перевагу стовбурам і товстим гілкам. Німфи самців мають білі, видовжені, з двома поздовжніми жолобками щитки, з однією білою прозорою личинковою шкуркою, розташованою в головному кінці щитка. Дуже заселені дерева з більшою кількістю самців бувають покриті таким щільним шаром білих коконів, що стають подібними до стовбурів берез.
Шкодочинність Pseudaulacaspis pentagona залежить від багатьох факторів, серед яких — співвідношення самців та самок і т. ін. Коли в популяції переважають самці, то шкода рослинам — відносно невелика, навіть у разі суцільного покриття гілок і стовбурів шаром коконів. У випадку переважання в популяції самок ступінь пошкодження дуже істотний — спостерігається всихання гілок і цілих рослин.

## Вороги та боротьба
У районах, які сприятливі для розвитку ентомофага Encarsia berlesei, паразит ефективно знижує чисельність тутової щитівки, що вона не проявляє своєї шкідливості. За невисокої чисельності ентомофага, щільність популяції щитівки тримається на високому рівні.
Чисельність шкідника (щільність популяції) регулюється погодними умовами (низькі температури і сильна спека, вітри і дощі), а також регулюється ентомофагами (природними ворогами). На тутовій щитівці розвивається близько 30 видів паразитів, нею живиться понад 20 видів хижаків. Також пошкоджується вона декількома видами ентомопатогенних грибів. Найефективнішими ентомофагами тутової щитівки є паразит Encarsia berlesei і хижак Lindorus lophanthae.
Завдяки активній діяльності Encarsia berlesei щільність популяції Pseudaulacaspis pentagona в зоні першого високого зараження в приморській смузі багатьох південно-європейських країн настільки зменшилась, що вид перестав завдавати відчутної шкоди. Поступово зони з високим ступенем прояву шкодочинності щитівки почали переміщуватися на північ, у райони з помірним кліматом. Умови для тутової щитівки в цих районах виявилися сприятливими, а для її паразита — не сприятливими.

## Опис і розмноження
Визначити видову належність Pseudaulacaspis pentagona тільки за зовнішніми ознаками: формою, розміром, кольором тіла і щитком — не завжди легко. Для уточнення таксономічних ознак виду готують постійно окрашені мікропрепарати, які дають змогу визначити структуру різних залоз, виявити деталі пігідія, будови ніг, вусиків тощо.
У тутової щитівки яскраво виражений статевий диморфізм. Розвиток самки відбувається під щитком, аналогічно всім диаспідовим щитівкам. Щиток дорослої самки округлої форми, 2-2,5 мм в діаметрі, білого чи сіруватого кольору.
Доросла самка довжиною 1,0-1,55 мм — безкрила, нерухома; ніг і очей немає; форма тіла широкоокругла, грушоподібна, рідше кругла, колір тіла зазвичай жовтий, іноді блідо-лимонний, світло- чи жовто-помаранчевий.
Брюшко складається з передньої чітко сегментованої частини і коричневого чи темно-жовтого пігидія, утвореного злитими останніми сегментами. Молода самка має широкоовальний, грушоподібний чи круглий, плоский щиток. Будова щитка продовжується разом з ростом самки. Статевозріла самка зберігає щиток молодої самки, але трішки випуклий, щільний, сіруватий. У незаплідненої самки — білий, рихлий, ватоподібний, широко видовжений щиток. Тіло видовжене, роздуте, часто світлішого кольору, ніж у заплідненої самки. Стара чи мертва самка має зморшкувате темно-жовте чи коричневе тіло. Щитки темно-сірі, зливаються з корою рослини. Паразитна самка, за наявності ектопаразита (колоподібних і діжкоподібних личинок і їх екскрементів), має трішки випуклий щиток, більш округлої форми. За наявності ендопаразита (коричневих щільних пупаріїв з личинками всередині) щиток грушоподібний.
Німфа самця — з білим, видовженим, з двома поздовжніми жолобками щитком і коконом, в якому відбувається розвиток чоловічої особини до стадії імаго. Дорослий самець — крилатий, видовженої форми, з однією парою крил, з чіткою розчленованістю тіла на голову, груди і брюшко, з добре розвиненими очима, вусиками і ногами, зазвичай яскраво-жовтого кольору. Довжина тіла 0,5-1,0 мм. Яйця овальні білого, кремово-білого, блідо-жовтого, яскраво-жовтого чи помаранчевого кольору.
«Бродяжки» чи рухливі личинки, які щойно вилупились із яєць мають добре розвинені ноги і вусики. Їхній колір, залежно від статі, білий або помаранчевий. Личинки дуже рухливі; активні впродовж кількох годин (у цей період їх і називають «бродяжками», після чого прикріплюються до рослин і здійснюють благоустрій щитка. У самки — це період єдиної рухливої стадії, а у самців активні, здатні до перельотів і дорослі особини.
Личинки світло-кремового, світло-жовтого і помаранчевого кольору. Після прикріплення до рослин починають виділяти із залоз білі воскові нитки і будувати щиток. Після линьки втрачають ноги, очі і вусики.
На півдні Європи тутова щитівка розвивається в 2-3 поколіннях. Зимують запліднені самки. В різних екологічних зонах тутова щитівка розвивається в 2 чи 3 генераціях. Періоди весняного відкладання яєць, виходу «бродяжок», розвитку личинок, самок, появи самців варіюють і залежать від погодних умов року.
На стадії яйця і бродяжки характерний статевий диморфізм, який проявляється в різному кольорові: самки 1 і 2 генерації відкладають яйця, які за кольором розділяються, в основному, на дві групи: помаранчеві і білі (дихроізм), але можуть мати і різні відтінки (плеохроізм). Під час відкладання яєць спостерігається відповідна закономірність: самки спочатку відкладають яйця яскравого кольору, а потім світлого. Інтенсивно забарвлені яйця розташовуються по периферії щитка, а білі — ближче до тіла самки. Відповідно, визрівання групи помаранчевих яєць відбувається швидше. Із помаранчевих яєць забарвленню розвиваються самки, а з білих — самці. Відмінність за кольором зберігається у бродяжок і личинок першого покоління.
Належність особин тієї чи іншої статі у тутової щитівки можна встановити на будь-якій стадії розвитку — від яйця до імаго. Проте слід враховувати, що співвідношення яєць різного кольору може залежати від кормової рослини щитівки, часу відкладання яєць та температури в період розвитку самок. Кольорові відхилення у самок часто залежать від кормової породи, місця харчування (частини рослини, на якій харчується), умов місцезростання рослини. Плодючість самок Pseudaulacaspis pentagona варіює і становить: в умовах Грузії — 36-140, Франції — 120–280, в Італії — 120–300, у США — 27-131.
- У субтропічній зоні Грузії Pseudaulacaspis pentagona має 3 покоління. За настання низьких температур у вересні в субтропічній зоні Чорноморського узбережжя Кавказу може розвиватися лише 2 покоління і частково 3.
- У Франції тутова щитівка утворює від 2 до 3 поколінь на рік.
- У Середземноморських районах цієї країни розвивається 3 покоління, а в північних — 2 повних і періодично 3. У всіх випадках на зимівлю ідуть тільки заплідненні самки.
- У північних районах Італії Pseudaulacaspis pentagona утворює 2 покоління. У центральній і південній Італії та рівнинних і менш прохолодних місцевостях на півночі країни розвивається 3 покоління.
- У країнах колишньої Югославії і Хорватії тутова щитівка розвивається в 2 поколіннях, у Греції — в 3, в США — в 2-4 (розвиток в 4 поколіннях виявлено в південних штатах. У Китаї Pseudaulacaspis pentagona в основних районах поширення має від 2 генерацій на рік.